# بادما شري
بادما شري (Padma Shri أيضا Padmashree) هو رابع أعلى وسام وجائزة مدنية تكريمية في جمهورية الهند، بعد بهارات راتنا (أعلى جائزة)، وبادما بوشان وبادما فيبهوشان. تمنحها الحكومة الهندية كل عام يوم 26 يناير الموافق لعيد الجمهورية الهندية. لكل شخصية تميزت في مختلف المجالات كالفنون والتعليم والصناعة والأدب والعلوم أو الرياضة.

## شخصيات حصلوا على وسام بادما شري
- أي.أر. رحمان
- أكشاي كومار
- عامر خان
- كاجول
- ناغارور غوبيناث: من رواد جراحة القلب في الهند.
- ماني مادافا ساكيار Mâni Mâdhava Châkyâr
- نيك تشاند
- مادهوري ديكسيت
- كاليانجى أناندجى
- الأم تريزا
- Vijaydan Detha
- ليندر بايس
- شاروخان
- كيشوري أمونكار
- رام فنجي سوثار.